# Michael Stonebraker
Michael Stonebraker   (Milton, 11 d'octubre de 1943) Michael Ralph Stonebraker, és un informàtic que s'ha dedicat a la recerca en bases de dades. La seva recerca i els productes que ha dissenyat, tant en la seva faceta acadèmica com empresarial, són el nucli de molts dels sistemes de bases de dades relacionals que es poden trobar al mercat avui en dia. També ha fundat algunes empreses del ram, com Ingres, Illustra, Cohera, StreamBase Systems, Vertica, VoltDB, Tamr i Paradigm4. Va ser director de tecnologia d'Informix. També va editar el llibre Readings in Database Systems.
Stonebraker es va llicenciar a la Universitat de Princeton el 1965 i va obtenir el màster i el doctorat a la Universitat de Michigan els anys 1967 i 1971, respectivament. Ha obtingut uns quants premis, on destaquen la Medalla John von Neumann de l'IEEE i el primer Premi a la Innovació Edgar F. Codd del SIGMOD. El 1994 el van fer Fellow de l'ACM. El 1997 va ser elegit membre de la National Academy of Engineering. El març de 2015 es va anunciar que havia guanyat el Premi Turing de 2014.
Michael Stonebraker va ser professor d'Informàtica a Berkeley, durant vint-i-nou anys entre 1971 i 2000. Allà hi va desenvolupar els sistemes de base de dades relacionals Ingres i Postgres. Des de 2001, és professor adjunt al MIT, on s'ha implicat en el desenvolupament dels sistemes Aurora, C-Store, H-Store, Morpheus, i SciDB.